# Juan Orlandi
Juan Pablo Orlandi (nacido en Mendoza el 20 de junio de 1983) es un exjugador de rugby argentino, que jugaba de pilar para la selección de rugby de Argentina.

## Carrera

### Clubes
Jugó para el Racing Métro en Francia y, antes de eso, para Rovigo en Italia. En febrero de 2013, firmó con Bath Rugby  para la temporada 2013-14. Sin embargo, el 5 de enero de 2015, Orlandi firmó con los Newcastle Falcons con efecto inmediato para la temporada 2014-15.
En verano de 2017 ficha por Bayonne para jugar en la Pro D2.
Durante la temporada 2018-2019, por problemas financieros, Bayonne rescinde su contrato, recontratándolo como asistente de Scrum mêlée del ahora equipo Pro del Top 14 Francés y como entrenador en jefe de las juveniles del mismo club, retirándose como jugador del rugby profesional. Entrenó al equipo sub-21 del Aviron Bayonnais durante dos años. En 2022, firmó como entrenador de forwards en el Stade Olympique Chambérien Rugby. En 2024, firmó como entrenador de forwards para la Selección Nacional de Rumanía, logrando clasificarlos para la Copa del Mundo de Rugby de 2027. Tras este logro, fue contratado posteriormente por el US Colomiers Rugby.

### Internacional
Su debut con la selección de Argentina se produjo en un partido contra Francia en Marsella el 8 de noviembre de 2008.
No estaba inicialmente seleccionado por Argentina para la Copa Mundial de Rugby de 2015 en Inglaterra, pero Matías Diaz sufrió una lesión y Orlandi lo reemplazó. En el partido por el tercer puesto, ganado por Sudáfrica 24-13, Orlandi anotó el ensayo del honor para Argentina en el minuto 80.